# 法蘭西第五共和國歷屆總統選舉
自1958年法蘭西第五共和國成立以來，已經舉行了11次總統選舉。
最初，總統由Collège des Notables（「選舉人大會」）選舉產生，其中包括大約80,000名縣和市/鎮議員（在當地選舉產生）。
戴高樂總統於1962年11月推動憲法改革後，總統由法國人民在兩輪選舉中直接選舉產生。
在2000年9月24日的憲法公投之前，總統自1974年以來的任期為七年。 隨著公投的通過，任期減少到五年。 因此，於2002年選舉中獲勝的雅克·希拉克就任總統後，下一次選舉定於2007年而不是2009年舉行。
目前，根據「憲法」第7條，法蘭西共和國總統在兩輪選舉中當選，任期五年：如果沒有候選人在第一輪中獲得絕對多數（包括空白和無效選票），則兩周後在獲得最多選票的兩位候選人之間舉行第二輪選舉。 自1965年引入目前的（直接）選舉制度以來，每次選舉都進入第二輪。
最近一次選舉是在2022年。 第一輪於2022年4月10日舉行，第二輪於4月24日舉行。

## 第五共和國總統選舉列表
- 1958年法國總統選舉：間接選舉（僅由民選官員選舉的總統）：戴高樂當選
- 1965年法國總統選舉：戴高樂在第二輪投票中擊敗弗朗索瓦·密特朗
- 1969年法國總統選舉：喬治·蓬皮杜在第二輪投票中擊敗阿蘭·波赫
- 1974年法國總統選舉：瓦萊里·吉斯卡爾·德斯坦在第二輪投票中擊敗弗朗索瓦·密特朗
- 1981年法國總統選舉：弗朗索瓦·密特朗在第二輪投票中擊敗總統吉斯卡爾·德斯坦
- 1988年法國總統選舉：密特朗在第二輪投票中擊敗雅克·希拉克
- 1995年法國總統選舉：雅克·希拉克在第二輪投票中擊敗萊昂內爾·若斯潘
- 2002年法國總統選舉：希拉克在第二輪投票中擊敗讓-馬里·勒龐
- 2007年法國總統選舉：尼古拉·薩科齊在第二輪投票中擊敗塞戈萊娜·羅亞爾
- 2012年法國總統選舉：弗朗索瓦·奧朗德在第二輪投票中擊敗薩科齊
- 2017年法國總統選舉：伊曼紐爾·馬克龍在第二輪投票中擊敗馬琳·勒龐
- 2022年法國總統選舉：馬克龍在第二輪投票中擊敗馬琳·勒龐

## 趣事
- 四位總統——戴高樂（1965年），弗朗索瓦·密特朗（1988年），雅克·希拉克（2002年）和伊曼紐爾·馬克龍（2022年）當選第二任期。
- 兩位總統瓦萊里·吉斯卡爾·德斯坦（1981年）和尼古拉·薩科齊（2012年）在第二輪尋求連任時被擊敗。 薩科齊的目標是在2017年再次成為候選人，但在該黨的初選中被擊敗。
- 兩位總統 - 密特朗（1965年和1974年）和希拉克（1988年） - 在當選之前在第二輪中輸過一次。 他們也是唯一參加三次或更多第二輪決選的候選人（密特朗4次，希拉克3次）。 吉斯卡爾·德斯坦，薩科齊，馬克龍和馬琳·勒龐（他們都有2次）是唯一兩次或兩次參加決選的候選人。
- 只有三位總理——戴高樂，喬治·蓬皮杜和希拉克——隨後當選總統。
- 只有一對父女分別進入過第二輪投票：讓-馬里·勒龐和他的女兒馬琳·勒龐。
- 只有兩名女性進入第二輪投票: 塞格琳·羅雅爾 和馬琳·勒龐。
- 在第二輪投票中得票率最高的是2002年的希拉克，得票率為82.21%，其次是2017年的馬克龍，得票率為66.10%。
- 2017年第二輪投票是第一次沒有候選人代表主要政黨。